# Hayedeh
Ma'soumeh Dadehbala (em persa: معصومه دده‌بالا; Teerã, Irã, 10 de abril de 1942 – São Francisco, Califórnia, 20 de janeiro de 1990), conhecida profissionalmente como Hayedeh (em persa: هایده), foi uma cantora iraniana com alcance vocal de contralto. Conhecida por sua ampla gama de vozes, sua carreira durou mais de duas décadas, e ela foi amplamente descrita como uma das musicistas mais populares e influentes do Irã. A antiga imperatriz consorte do Irã Farah Pahlavi a chamou de "Maria Callas persa".

## Biografia

### Carreira no Irã
Ma'soumeh Dadehbala nasceu em 10 de abril de 1942 em Teerã. Ela era a irmã mais velha de outra cantora popular, Mahasti, com quem ela gravou duetos.
Sua carreira profissional começou em 1968 como cantora em um programa de música tradicional persa na Rádio Teerã chamado "Golhâye Rangârang" (persa: گلهای رنگارنگ "Flores coloridas") dirigido por Davoud Pirnia.
Hayedeh estudou avaz (música vocal persa) com o violinista e compositor persa Ali Tajvidi.
"Azadeh" (1968), que foi composta por Ali Tajvidi, com letras de Rahi Moayeri, foi o primeiro sucesso oficial de Hayedeh e também sua estreia. Foi apresentada pela primeira vez em 1968 na Rádio Teerã com a Orquestra Gol-ha. Neste ano, ela lançou outro intitulado Raftam (1968).
Na década de 1970, Hayedah adicionou música pop persa ao seu repertório persa clássico. Neste período, Hayedeh trabalhou com vários compositores, como Fereydoun Khoshnoud, Jahanbakhsh Pazouki, Anoushiravan Rohani e Mohammad Heydari. "Bezan Tar", "Gol-e Sang", "Nowrouz Aamad" e "Soghati" estavam entre suas obras durante este período.

### Após a revolução

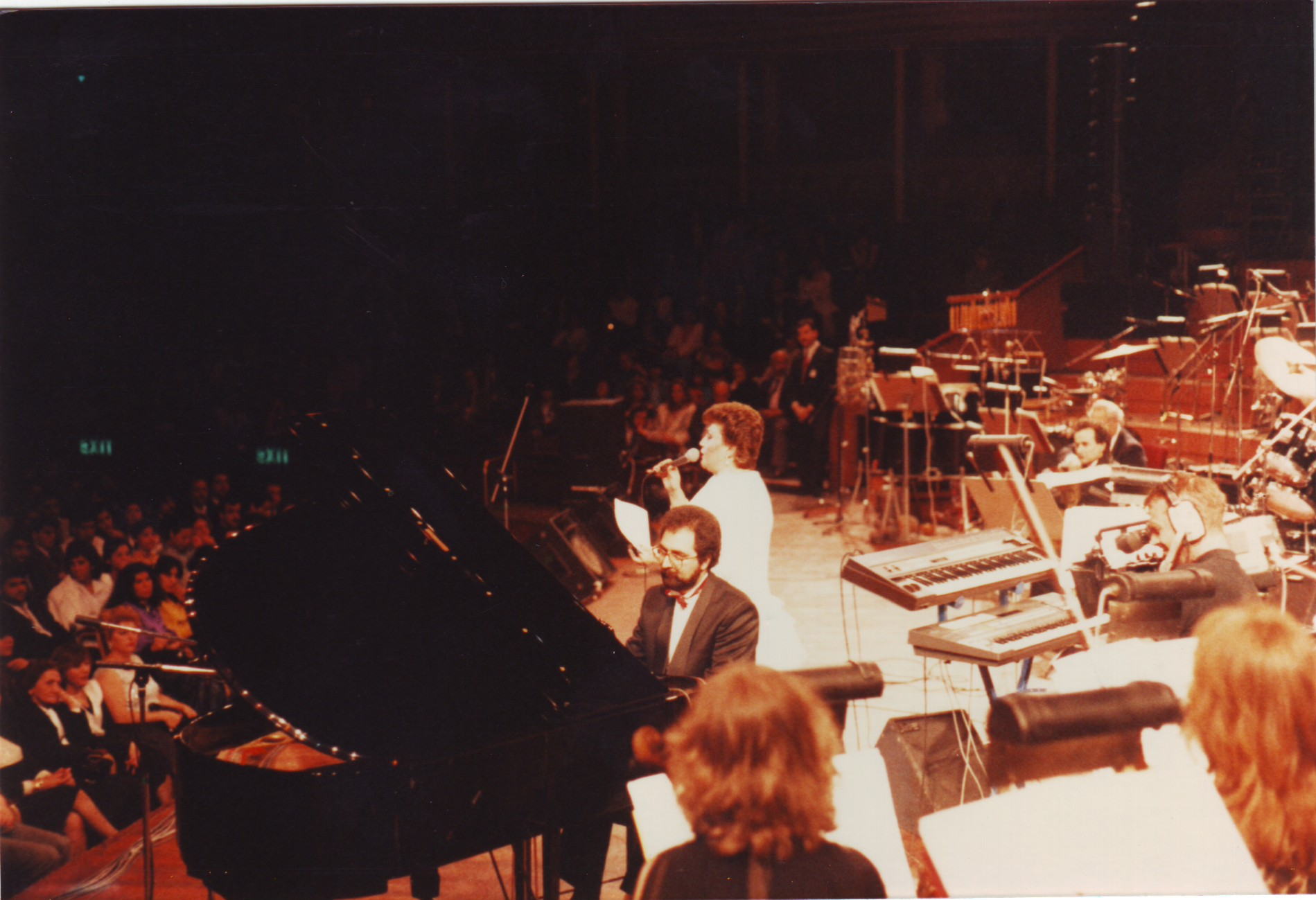
Hayedeh em um concerto no Royal Albert Hall, Londres, 1987

Em 29 de agosto de 1978, pouco antes da Revolução Islâmica no Irã, Hayedeh imigrou para o Reino Unido. Ela ficou lá por três anos e se mudou para os Estados Unidos em 1982 para continuar sua carreira de cantora. A Caltex Records, uma gravadora americana focada em música iraniana, apoiou Hayedeh em sua carreira.
Hayedeh viveu em Los Angeles de 1982 até o fim de sua vida. A área se tornou um centro para a comunidade iraniana no sul da Califórnia desde a década de 1980.
Hayedeh lançou muitos álbuns de sucesso durante esse período, e todas as suas músicas foram pirateadas no Irã. As músicas políticas e nostálgicas de Hayedeh, como "Rouzaye Roshan", "Ghesseyeh Man", "Zendegi" se tornaram muito populares entre a comunidade iraniana exilada.

### Morte
Em 20 de janeiro de 1990, um dia após uma apresentação no Casablanca Club, perto de São Francisco, Califórnia, Hayedeh morreu de um ataque cardíaco. Ela tinha 47 anos. Ela tinha histórico de diabetes e hipertensão.
Milhares de fãs compareceram ao funeral de Hayedeh em Los Angeles. Em 24 de janeiro de 1990, ela foi enterrada no Westwood Village Memorial Park Cemetery em Los Angeles, Califórnia. Ela estava gravando um álbum pouco antes de sua morte e deveria terminar de gravá-lo depois que retornasse de seu show em São Francisco.

## Discografia

### Álbuns de estúdio
- Azadeh (1968)
- Raftam (1968)
- Nasepasi (1969)
- Afsaneh Shirin (1970) – com Shajarian
- Yaarab (1986)
- Hamkhooneh (1984) – com Viguen
- Shabeh Eshgh (1985)
- Shanehayat (1986)
- Sogand (1988)
- Safar (1988) – com Moein
- Ey Zendegi Salaam (1989)
- Golhayeh Ghorbat (1990) – com Moein
- Bezan Taar (1991)
- Kharabati (1991)
- Golvaazheh (1991)
- Khoda Hafez (1991)
- Paadeshahe Khoobaan (1992)
- Roozaayeh Roshan (1992)
- Shabeh Asheghan – com Sattar
- Naa Shanidehaa
- Faryad
- Bolboli Ke Khaamosh Shod
- Aamadanet Mahaaleh
- Owje Sedaa
- Mehmaan
- Hayf
- Taranehyeh Saal

### Compilação
- Best of Hayedeh
- 40 Golden Hits of Hayedeh
- 40 Hayedeh Golden Songs, Vol I
- Hayedeh Golden Songs, Vol II
- Shirin Jaan, Hayedeh 4
- Dashtestani, Hayedeh 5
- Afsaneh Shirin, Hayedeh 8